# USS LST-1035
O USS LST-1035 foi um navio de guerra norte-americano da classe LST que operou durante a Segunda Guerra Mundial.